# Castellamonte
Castellamonte (en français Castellamont) est une commune italienne de la ville métropolitaine de Turin, dans la région Piémont.

## Lieux touristiques
- Mont Sacré de Belmonte.

## Jumelage
Castellamonte est jumelé avec Saint-Amand-En-Puisaye en France dans la région de la Bourgogne-Franche Comté

## Administration
| Période                                  | Période  | Identité               | Étiquette    | Qualité |
| ---------------------------------------- | -------- | ---------------------- | ------------ | ------- |
| 29 mai 2007                              | En cours | Paolo Carlo Mascheroni | lista civica |         |
| Les données manquantes sont à compléter. |          |                        |              |         |

## Géographie

### Hameaux
Sant'Antonio, San Giovanni, Maglio.

### Communes limitrophes
Trausella, Meugliano, Rueglio, Cintano, Issiglio, Colleretto Castelnuovo, Lugnacco, Borgiallo, Castelnuovo Nigra, Vidracco, Parella, Quagliuzzo, Cuorgnè, Baldissero Canavese, San Martino Canavese, Torre Canavese, Bairo, Valperga, Salassa, Ozegna, Rivarolo Canavese.